# Paul Vuillaume
 (février 2016).
Si vous disposez d'ouvrages ou d'articles de référence ou si vous connaissez des sites web de qualité traitant du thème abordé ici, merci de compléter l'article en donnant les références utiles à sa vérifiabilité et en les liant à la section « Notes et références ».
Pour les articles homonymes, voir Vuillaume.
Paul Vuillaume, né le 18 avril 1896 à Brest (Finistère), et mort le 9 juin 1975 à Saint-Cyprien, est un gouverneur de la France d'outre-mer.

## Biographie
Commandeur de la Légion d'honneur, médaillé de la Résistance et de la croix du combattant volontaire, il est le fils du commandant Charles Vuillaume, ancien élève du Prytanée national militaire de la Flèche et engagé volontaire en 1914. 
Il est pendant cinq ans prisonnier en Allemagne puis entre en 1922 dans le corps des affaires indigènes de la Côte d'Ivoire où il se fait remarquer par la qualité de son travail. Admis en 1927 à l'École nationale de la France d'outre-mer, il en sort diplômé administrateur du Gabon puis sert onze ans en brousse comme adjoint, puis comme chef de province, et est nommé directeur du cabinet du gouverneur Bonvin ; il le suit dans les établissements de l'Inde en 1939 et se rallie avec lui à la France libre en 1940.
Nommé par le général de Gaulle gouverneur du Gabon en 1943, en mission au Cameroun et au Nigeria, il participe à ce titre en 1944 à la conférence de Brazzaville et assume les fonctions d'inspecteur général des affaires administratives en Afrique-Équatoriale française.
Parmi ses études ethnographiques, on trouve Les Guérés de la Côte d'Ivoire et Les Fangs du Gabon.
De 1951 à 1956 il devient Président de la Société d'État BDPA en missions à Madagascar, à La Réunion et en Nouvelle-Calédonie.
Il prend sa retraite en 1957 à Saint-Cyprien et durant cette période donne des conférences sur le Dr Albert Schweitzer avec qui il avait été en relation durant plus de trente ans. Son dernier ouvrage s'intitule Albert Schweitzer tel que je l'ai connu.